# Біссендорф
Біссендорф (нім. Bissendorf) — громада в Німеччині, розташована в землі Нижня Саксонія. Входить до складу району Оснабрюк.
Площа — 96,36 км2. Населення становить 14 680 ос. (станом на 31 грудня 2021).